# Гіперболічна множина
У теорії динамічних систем кажуть, що дифеоморфізм {\displaystyle f} многовиду {\displaystyle M} гіперболічний на інваріантній множині {\displaystyle \Lambda }, якщо дотичне розшарування над {\displaystyle \Lambda } допускає неперервний розклад у пряму суму,
{\displaystyle T_{\Lambda }M=E^{u}\oplus E^{s},}
причому підрозшарування {\displaystyle E^{u}} і {\displaystyle E^{s}} інваріантні відносно динаміки, та вектори {\displaystyle E^{u}} розтягуються, а вектори {\displaystyle E^{s}} стискаються під дією динаміки:
{\displaystyle \|f^{n}(v)\|\leq c_{1}\,\lambda ^{n}\|v\|\quad \forall n\in \mathbb {N} ,\,v\in E^{s},}
{\displaystyle \|f^{n}(v)\|\geq c_{2}\,\mu ^{n}\|v\|\quad \forall n\in \mathbb {N} ,\,v\in E^{u},}
де {\displaystyle c_{1},c_{2}>0} і {\displaystyle \mu >1>\lambda >0} — сталі.
Також у цьому випадку кажуть, що {\displaystyle \Lambda } — гіперболічна інваріантна множина відображення {\displaystyle f}.

## Лінійні системи
Лінійну систему звичайних диференціальних рівнянь називають гіперболічною, якщо всі її власні значення (загалом, комплексні) мають відмінні від нуля дійсні частини.